# Afghan Film
Afghanistan Film còn được gọi là Afghan Film Organization (AFO) là công ty điện ảnh nhà nước của Afghanistan, được thành lập vào năm 1968. Chủ tịch hiện tại là Sahraa Karimi, người đạt bằng Tiến sĩ Điện ảnh tại Học viện Nghệ thuật Biểu diễn ở Bratislava và là nữ chủ tịch đầu tiên của công ty.
Công ty cũng là một kho lưu trữ phim. Nhiều nội dung của nó đã bị Taliban phá hủy, mặc dù một số nhân viên đã cứu những bộ phim có giá trị bằng cách liều mạng của họ. Một số nỗ lực cứu hộ và lưu trữ đã được ghi lại trong bộ phim tài liệu năm 2015, A Flickering Truth. Liên hoan phim kéo dài tám ngày được khởi động vào ngày 3 tháng 8 năm 2019, trình chiếu 100 bộ phim tại các rạp chiếu phim khác nhau trong cả nước nhân kỷ niệm 100 năm độc lập của đất nước.
Vào năm 2019, bộ phim tài liệu The Forbidden Reel, kể chi tiết lịch sử của điện ảnh Afghanistan thông qua các cuộc phỏng vấn và tài liệu lưu trữ đã được phát hành. Được đạo diễn bởi nhà làm phim người Canada gốc Afghanistan, Ariel Nasr, bộ phim đã được công chiếu quốc tế tại IDFA 2019, và giành được Giải thưởng Khán giả Rogers tại Hot Docs 2020.